# Acoma westcotti
Acoma westcotti is een keversoort uit de familie Pleocomidae. De wetenschappelijke naam van de soort werd voor het eerst geldig gepubliceerd in 2011 door Warner.